# Шершни (Гродненская область)
Шершни́ (бел. Шаршні) — деревня в Поречском сельсовете Дятловского района Гродненской области Белоруссии. Согласно переписи населения 2009 года в Шершнях проживало 23 человека. Площадь сельского населённого пункта составляет 26,86 га, протяжённость границ — 4,05 км.

## География
Шершни расположены в 32 км к северо-западу от Дятлово, 110 км от Гродно.

## История
В 1921—1939 годах Шершни находились в составе межвоенной Польской Республики. В 1923 году Шершни относились к сельской гмине Орля Лидского повята Новогрудского воеводства. В сентябре 1939 года Шершни вошли в состав БССР.
В 1996 году Шершни входили в состав Демяновецкого сельсовета и колхоза «Поречье». В деревне насчитывалось 27 домохозяйств, проживало 54 человека.
13 июля 2007 года деревня была передана из упразднённого Демяновецкого в Поречский сельсовет.

## Памятные места
- Могила партизана Михаила Юльяновича Белуша, который погиб при выполнении боевого задания в 1943 году в ходе Великой Отечественной войны. Находится на местном кладбище[3].